# 麥特·薩札瑪與柏克·沙普利斯
麥特·薩札瑪（英語：Matt Sazama）與柏克·沙普利斯（英語：Burk Sharpless），美國男編劇及製片人搭檔，編寫過多部知名電影的劇本，如《德古拉：永咒傳奇》（2014年）、《獵巫行動：大滅絕》（2015年）、《荷魯斯之眼：王者爭霸》（2016年）、《魔比斯》（2022年）和《蜘蛛夫人》（2024年）。

## 職業生涯
2008年8月，麥特·薩札瑪與柏克·沙普利斯曾被索尼影視娛樂聘為新《飛俠哥頓》改編電影的編劇，布雷克·艾斯納當時為導演。該片並無製作，但兩人之後為艾斯納的電影《獵巫行動：大滅絕》（2015年）重寫了柯瑞·古德曼（Cory Goodman）的原稿。
2011年1月，二十世紀福斯公司聘請了薩札瑪與沙普利斯來改編雅達利的1980年代街機遊戲《导弹指挥官》，以將該遊戲拍成電影。8月，環球影業聘請兩人為一部改編自孩之寶棋盤遊戲《妙探尋兇》的長片撰寫劇本。9月，他們的未命名劇本被徹寧娛樂（Chernin Entertainment）買下，該作品被描述為未來派的《叢林奇譚》。
薩札瑪與沙普利斯之後編寫了環球的《德古拉：永咒傳奇》（2014年），以及獅門的《荷魯斯之眼：王者爭霸》（2016年）和《金剛戰士》（2017年，僅故事貢獻）。2015年11月，Netflix宣布重拍1965年電視劇《太空歷險記》，聘請薩札瑪與沙普利斯編劇，他們也擔任節目統籌和執行製片人；《迷失太空》於2018年至2021年播出。索尼影業2017年宣布聘請兩人編寫《魔比斯》（2022年）的劇本，之後又讓他們參與了《蜘蛛夫人》（2024年）；但這些電影的口碑及票房皆不佳。

## 作品列表

### 電影
| 年份 | 標題                     | 導演              | 附註   |
| ---- | ------------------------ | ----------------- | ------ |
| 2014 | 《德古拉：永咒傳奇》     | 蓋瑞·蕭           |        |
| 2015 | 《獵巫行動：大滅絕》     | 布雷克·艾斯納     |        |
| 2016 | 《荷魯斯之眼：王者爭霸》 | 亞歷士·普羅亞斯   |        |
| 2017 | 《金剛戰士》             | 狄恩·伊斯拉利特   | 僅故事 |
| 2022 | 《魔比斯》               | 丹尼爾·伊斯皮諾薩 |        |
| 2024 | 《蜘蛛夫人》             | S·J·克拉克森      |        |

### 電視
| 年份      | 標題         | 職位                       | 附註 |
| --------- | ------------ | -------------------------- | ---- |
| 2018–2021 | 《迷失太空》 | 編劇、節目統籌和執行製片人 |      |

## 外部連結
- 麥特·薩札瑪在互联网电影资料库（IMDb）上的資料（英文）
- 柏克·沙普利斯在互联网电影资料库（IMDb）上的資料（英文）